# Christoph Kircheis
Christoph Kircheis (* 1935; † 15. Juli 1979) war ein deutscher Kirchenmusiker, Organist und Komponist. 
Er studierte an der Leipziger Hochschule für Musik, war seit 1962 Kantor und seit 1966 Kirchenmusikdirektor an der Schlosskirche Chemnitz. Er gab Orgelkonzerte in Karl-Marx-Stadt, Berlin, Dresden, Freiberg und Magdeburg, sowie in Finnland, Dänemark und Schweden und er spielte Rundfunk- und Schallplattenaufnahmen ein.
Gemeinsam mit Ludwig Güttler konzertierte Christoph Kircheis auch im Westteil Deutschlands.
Nach Christoph Kircheis’ Unfalltod 1979 führte sein Bruder Friedrich Kircheis die Konzerttradition fort. Damals eingespielte Aufnahmen werden bis heute für CD-Kompilationen verwendet.
Sein Sohn Stefan Kircheis ist ebenfalls Kirchenmusiker (Bachpreisträger 1988).

## Rezeption
„Die Fachkritik rühmte sein subtiles Klangempfinden, seine emotionale Gestaltungskraft, seine erstaunliche Vitalität und technische Überlegenheit.“